# (100447) 1996 RB5
(100447) 1996 RB5 es un asteroide perteneciente al cinturón de asteroides, descubierto el 14 de septiembre de 1996 por Stephen P. Laurie desde el Church Stretton Observatory, Church Stretton, Inglaterra.

## Designación y nombre
Designado provisionalmente como 1996 RB5.

## Características orbitales
1996 RB5 está situado a una distancia media del Sol de 2,225 ua, pudiendo alejarse hasta 2,672 ua y acercarse hasta 1,778 ua. Su excentricidad es 0,200 y la inclinación orbital 4,023 grados. Emplea 1212 días en completar una órbita alrededor del Sol.

## Características físicas
La magnitud absoluta de 1996 RB5 es 16,4.